# Renia clitosalis
Renia clitosalis är en fjärilsart som beskrevs av Walker 1859. Renia clitosalis ingår i släktet Renia och familjen nattflyn. Inga underarter finns listade.